# Westminster (Massachusetts)
Westminster – miasto w Stanach Zjednoczonych, w stanie Massachusetts, w hrabstwie Worcester.